# هاري بيرد (ممثل)
هاري بيرد (بالإنجليزية: Harry Baird)‏ هو ممثل بريطاني، ولد في 12 مايو 1931 في جورج تاون في غيانا، وتوفي في 13 فبراير 2005 في لندن في المملكة المتحدة بسبب سرطان.

## وصلات خارجية
- هاري بيرد على موقع IMDb (الإنجليزية)
- هاري بيرد على موقع ألو سيني (الفرنسية)
- هاري بيرد على موقع أول موفي (الإنجليزية)
- هاري بيرد على موقع قاعدة بيانات الأفلام السويدية (السويدية)
- هاري بيرد على موقع قاعدة بيانات الفيلم (الإنجليزية)
- هاري بيرد على موقع كينوبويسك (الروسية)